# Elevado
Elevado es el disco debut del artista de Hip Hop argentino Dante Spinetta, lanzado en 2002. Fue su primer álbum como solista tras la separación de Illya Kuryaki and the Valderramas. 
Incluye 17 canciones, grabadas en Buenos Aires y mezcladas en Miami. Su corte y videoclip fue "Donde vas". En este álbum, Dante exploró sonidos cercanos el R&b y a Prince. El álbum no fue un éxito masivo, pero fue bien recibido por la crítica.

## Lista de temas
1. El guatemalo
2. Dime cómo
3. Retrato de un día en nuestras vidas
4. Dónde vas
5. Escapad
6. Mamita Beautiful
7. Elevado
8. Titila
9. Lust chas & Teather
10. Narcoiris
11. Humo digital
12. Maybe It's today
13. Ultramo'fo
14. Magia
15. The day i lost you
16. Para María
17. El guatemalo (versión inglés)